# Koprivnica (district de Bardejov)
Pour les articles homonymes, voir Koprivnica.
Koprivnica (allemand : Deutschlitta im Scharosch), est un village de Slovaquie situé dans la région de Prešov.

## Histoire
Première mention écrite du village en 1283.

## Démographie

### Évolution de la population
| Année:               | 1994. | 2004.   | 2014.   | 2024.   |
| -------------------- | ----- | ------- | ------- | ------- |
| Nombre de personnes: | 675   | 689     | 685     | 663     |
| Différence:          |       | +2,07 % | -0,58 % | -3,21 % |

| Année:               | 2023. | 2024.   |
| -------------------- | ----- | ------- |
| Nombre de personnes: | 661   | 663     |
| Différence:          |       | +0,30 % |